# Campbell River
Campbell River (kwak'wala: Wiwek̓a̱m) är en kuststad i British Columbia på Vancouveröns östkust, vid Discoverypassagen. Campbell River kallas också för "världens laxhuvudstad". Invånarna uppgick 2011 till 31 186 i antalet.

### Fotnoter
1. ↑  ”FirstVoices: Kwak̓wala. Nature / Environment - place names: words”. http://www.firstvoices.com/en/Kwakwala/word-category/1f2fd0f8542dbe9f/--Nature--Environment---place-names. Läst 8 juli 2012.
2. ↑  ”Census Profile” (på engelska). Statistics Canada. 11 mars 2011. http://www12.statcan.gc.ca/census-recensement/2011/dp-pd/prof/details/page.cfm?Lang=E&Geo1=CSD&Code1=5924034&Geo2=PR&Code2=59&Data=Count&SearchText=Campbell%20River&SearchType=Begins&SearchPR=01&B1=All&Custom=. Läst 1 februari 2014.